# Павия, Франсиско де Паула
Франсиско де Паула Павия-и-Павия (исп. Francisco de Paula Pavía y Pavía; 17 июля 1812, Кадис — 7 ноября 1890, Мадрид) — испанский вице-адмирал, морской министр в 1877—1879 и 1881—1883 годах.

## Биография
Сын шефа эскадры Хосе Фермина Павии-и-Сейкса и Марии де лос Долорес Павии.

### Детство и юность
Его отец часто курсировал между Америкой и Европой. В возрасте десяти лет Франсиско присоединился к флоту, сев 1 июля 1822 года в Гаване на борт корвета «Диана», которым командовал его отец. В Кадисе 1 мая 1823 года он перебрался на бриг «Аквилес», командование которым принял его отец, участвовавший с этим судном в боях с французами герцога Ангулемского под Кадисом в составе частей Каэтано Вальдеса.
13 января 1824 года вместе с кораблем «Азия» они отправились к западному побережью Южной Америки для проведения операций против повстанцев Перу и Колумбии. Прибыв в Кальяо, испанцы сняли блокаду этой крепости, устроенную повстанцами. Оба корабля с корветом «Ика» и бригами «Песуэла» и «Константе» 7 октября 1824 года разбили у острова Сан-Лоренсо объединённые силы Перу и Колумбии, состоявшие из семи кораблей, после боя покинувших район сражения. После капитуляции армии Перу в Аякучо, «Акилес», «Константа», «Азия» и торговый фрегат «Кларингтон» 5 января 1825 года ушли на Филиппины. После того, как корабли стали на якорь на рейде Уматаги, на Марианских островах (остров Гуахан), 13 марта поднял мятеж экипаж «Азии», примеру которого позднее последовали и матросы «Аквилеса», высадившие на острове Хосе Фермина Павию и офицеров, включая Франсиско де Паулу. Те отправились в Манилу на двух английских китобойных фрегатах и 20 января 1826 года вернулись в Испанию на борту торгового фрегата «Виктория», направлявшегося в Виго и Ла-Корунью. По дороге из Ла-Коруньи в Кадис отец и сын, шедшие на сардинском судне, были 16 августа взяты в плен колумбийской шхуной «Ангелита» близ островов Сисаргас, подверглись жестокому обращению, а затем были высажены в Камариньясе, откуда они переехали сначала в Ферроль, а потом в Мадрид.
Франсиско де Паула был назначен в Кадисе на борт брига «Дилигенте», отправившегося в Гавану. Там Павия сел на корабль «Герреро», а затем на бриг «Каптиво», с которым он участвовал в Мексиканской экспедиции в составе военно-морской дивизии бригадного генерала Лаборда, переправлявшего части бригадного генерала Баррадаса для отвоевания Мексики. Павия присутствовал при высадке в Пунта-де-Херес и захвате обоих берегов реки Тампико, а после капитуляции испанской армии через Новый Орлеан вернулся в Гавану. По возвращении Франсиско де Паула описал экспедицию в своем первом сочинении.
22 февраля 1830 года произведен во вторые лейтенанты. Совершил плавания на фрегате «Ресторасьон» и шхуне «Хабанера», проводившей гидрографическое исследование у северного побережья Кубы. Павия картографировал берег от Байя-Хонды до мыса Сан-Антонио (16 августа 1831 года). Вернулся в Ла-Корунью 23 мая 1832 года на фрегате «Леальтад», а затем отправился в Кадис, где поступил на шхуну «Маонеса».

### Первая карлистская война
23 августа 1834 года шхуна подошла к Барселоне для действий на каталонском побережье. 10 января 1836 года Павия с командой высадился в порту Альфакеса, чтобы прогнать карлистов из города Ла-Рапита. По собственному желанию Павия был направлен в военно-морские силы Кантабрийского побережья в качестве помощника генерала Примо де Риверы (29 апреля 1836 года). Участвовал во взятии порта Пасахес (28 мая 1836 года) и атаке Фонтарабии (11 июля), где за проявленное мужество был награждён Крестом Королевской диадемы (морская награда) и Крестом Святого Фердинанда 1-й степени за то, что первым ворвался в крепость.
27 ноября 1836 года был произведен в лейтенанты корабля и назначен командовать крепостью Вальдес, отвечая за посты в Кастро-Урдьялесе и Сокоа и блокаду реки Бидасоа. Позднее был временно назначен офицером для поручений при генерале Моралесе де лос Риосе; участвовал в боях 2—4 ноября под Бильбао, доставив триста центнеров пороха и припасы под огнем противника. Руководил действиями 9-го числа, оказывая помощь форту Буреньяс, и 12-го, командуя слабым авангардом, весь день вел бой, обеспечив эвакуацию в порт Лучана. В декабре в качестве помощника генерала Каньяса руководил наведением четырёх мостов через реку Нервьон и её приток Галиндо под огнем противника.
В ночь 24/25 декабря в ходе боя при Лучане, наступал в авангарде штурмовой колонны, и, высадившись с моряками на берег, исправил разрушенный мост, находясь под постоянным огнем двух батарей. Эта операция позволила правителбственным войскам удержать Бильбао, а Павия был награждён ещё одним крестом Святого Фердинанда 1-й степени и званием «достойного родины» (benemérito de la patria). 17—18 мая 1837 года был при атаке и сдаче Ируна и Фонтарабии, под огнем вошел в Бидасоа с передовыми частями и руководил высадкой в Ондарроа и Мотрико, где захватил двадцать три карлистские лодки.
24 января 1838 года стал помощником нового военно-морского министра генерала Каньяса и 8 сентября получил чин капитана фрегата. После отставки министра вернулся в Кантабрию (16 августа 1839 года), где провел детальную разведку устья Мундаки и захватил шхуну и пять карлистских укреплений.

### Служба в морском министерстве
Временно командовал военно-морскими силами, затем был снова направлен в Гавану, где возглавил секретариат Генерального командования.
Вернулся в Испанию 3 июля 1845 года и был назначен в секретариат Главного управления военно-морского флота. 19 августа 1847 года был произведен в капитаны корабля, 29 декабря 1852 года получил чин бригадного генерала. 7 сентября 1855 года секретариат был переименован в Адмиралтейство. 21 января 1856 года подал в отставку, как и другие члены Адмиралтейства, из-за недовольства деятельностью министра. 9 августа 1856 года был назначен 2-м начальником отдела Ферроля, 13 марта 1857 года стал младшим инспектором Феррольского арсенала, 6 марта 1860 года получил должность директора вооружений, экспедиций и товаров в военно-морском министерстве.
13 февраля 1863 года был назначен генеральным командующим Филиппинской морской станции, 22 апреля произведен в шефы эскадры.
7—10 мая 1866 года руководил операциями против мятежных моро на правом берегу северного рукава Рио-Гранде-де-Минданао. После подавления восстания 29 июня сдал командование эскадрой и станцией в Маниле, вернувшись ко двору. 11 мая 1867 года был назначен генерал-капитаном департамента Ферроля, где оставался до 23 сентября 1868 года. Вернувшись из путешествия на север с королевой Изабеллой II, семьей и свитой, он прибыл в Ферроль на пароходе «Колон» и там был захвачен бронированным фрегатом «Виктория» и доставлен в Ла-Корунью. 30-го числа того же месяца он сумел с риском для жизни сесть в сумерках на пароход «Сан-Квинтин», ночью покинул порт и направился в Лиссабон, где оставался до тех пор, пока не было сформировано новое правительство. 14 октября 1868 года вернулся ко двору. Был уволен Временным правительством в запас.
После победы Славной революции был произведен в вице-адмиралы (2 августа 1869 года) а при короле Амадее Савойском назначен членом Высшего военно-морского совета (29 сентября 1873 года). 13 февраля 1874 года был избран членом Севильской академии изящной словесностм. 29 января 1875 года был возвращен на действительную службу и назначен генерал-капитаном департамента Картахены. 10 апреля 1877 года стал пожизненным сенатором.

### Морской министр
23 июля 1877 года стал военно-морским министром в кабинете Кановаса дель Кастильо и оставался на своем посту до 9 декабря 1879 года, что можно считать самым продолжительным министерским сроком для того времени. Потерпел неудачу в попытках увеличить объём кораблестроения и провести реструктуризацию ведомства. В феврале 1878 года начал реформирование, состоявшее в упразднении Подсекретариата и появлении Совета директоров министерства, состоявшего из министра, членов Консультативного совета и руководителей различных департаментов. Павия также реформировал Высший совет военно-морского флота, упразднив его как независимое учреждение и сделав частью Высшего военного и военно-морского совета, действующего до настоящего времени. В 1878 году в США была приобретена канонерская лодка «Мартин Альварес», но уже в 1882 году её пришлось списать из-за серьёзных дефектов машин и котлов. В 1879 году были введены в строй торпедные катера «Кастор», «Поллукс» и «Ригель»; в Картахене был спущен на воду круизный лайнер «Арагон», а Служба береговой охраны получила канонерские лодки «Каридад» и «Тарифа».
8 февраля 1881 года Павия снова стал военно-морским министром, на этот раз в кабинете Пракседеса Матео Сагасты. Занимал эту должность до 9 января 1883 года и снова пытался реорганизовать флот, но до конца пребывания в должности важных организационных решений принято не было, за исключением закона от 7 июля 1882 года (Королевский указ от 15 июля) об организации и полномочиях военных судов, а также уголовных кодексов армии и флота. Королевским указом от 26 июня 1882 года в составе корпуса морской пехоты была проведена реорганизация, получившая название «Павия». Речь шла о приведении структуры корпуса в соответствие с новой общеармейской организацией.
В 1881 году за счет заморского бюджета была построена канонерская лодка «Оталора»; спущены на воду крейсеры 3-го класса «Гравина» и «Веласко», оба для действий на Филиппинах, и круизный лайнер «Наварра»; завершены работы над канонерскими лодками «Пилар», спущенной на воду в Картахене, и «Пас», построенной в Ферроле; там же была запущена в производство ещё одна серия канонерских лодок («Леальтад», «Интрепидо», «Колон» и «Мессенгер»), для действий на мелководье; Также в Ферроле были заложены крейсеры 1-го класса «Альфонсо XII» и «Королева Мария Кристина». В 1882 году арсенал Кавите спустил на воду 150-тонный транспорт «Себу»; были построены канонерские лодки «Эулалия» и «Альседо»; в арсенале Ла-Каракка началось строительство крейсеров 3-го класса «Магеллан» и «Элькано».
Павия подвергался резкой критике со стороны оппозиционной прессы, газеты называли его «худшим министром, который когда-либо был на флоте» по причинам неудовлетворительного состояния военно-морских частей ВМФ и заметного сокращения темпов судостроения. Министр оправдывался нехваткой средств в Государственном казначействе, из-за чего бюджет флота постоянно сокращался, при том, что ассигнования на сухопутную армию за тот же период утроились.

### Последние годы
После отставки с поста министра он был назначен генерал-капитаном департамента Кадиса, а 28 января 1884 года был назначен членом Верховного военного и морского совета. Избирался вице-президентом Сената нескольких созывов; 26 августа 1889 был назначен на свою последнюю военно-морскую должность: президента Совета по разработке морского уголовного кодекса.
Был членом различных научных и литературных обществ, опубликовал много статей в технических журналах и газетах и оставил авторитетные работы по морскому делу.

## Награды
- Большой крест ордена Карлоса III
- Большой крест ордена Изабеллы Католической
- Большой крест ордена Святого Херменегильдо
- Крест Морских заслуг
- Орден Святого Фердинанда 2-го класса
- Орден Святого Фердинанда 1-го класса
- Крест Королевской диадемы

Иностранные:
- Большой крест португальского ордена Непорочного зачатия Девы Марии Вила-Висозской
- Большой крест итальянского ордена Святых Маврикия и Лазаря
- Большой крест австрийского ордена Леопольда
- Большой крест греческого ордена Спасителя
- Орден Дракона Аннама

## Сочинения
- Expedición para la reconquista de Méjico. — Almería, 1829 (Boletín n.º 3 de la Librería «Granata»)
- Biografía del brigadier de la Armada, Don Cosme Damián de Churruca, que murió gloriosamente en el combate naval de Trafalgar, mandando el navío San Juan Nepomuceno, de 74 cañones. — Madrid: publicada en el Estado General de la Armada, 1850
- Biografía del Brigadier de la Armada Saturnino Montojo y Díaz. — Cádiz, 1856
- Galería biográfica de los generales de Marina, jefes y personajes notables que figuraron en la misma corporación desde 1700 a 1868. — Madrid: Imprenta J. López, 1873—1874, 3 ts. y un apéndice
- Noticia circunstanciada de los navíos, fragatas, urcas, corbetas, bergantines y vapores que ha tenido la Marina española en la fecha indicada, con expresión del paraje y año en que fueron construidos, vida, servicios y fin de cada bajel. — Madrid: Museo Naval, ms. 1747, 1876
- Don Miguel Grau, contralmirante peruano. — Madrid: Fortanet, 1884